# جوش كير
جوش كير (بالإنجليزية: Josh Kerr) هو منافس ألعاب قوى بريطاني، ولد في 8 أكتوبر 1997 في إدنبرة في المملكة المتحدة.

## وصلات خارجية
- جوش كير على موقع الاتحاد الدولي لألعاب القوى (الإنجليزية)
- جوش كير على موقع الاتحاد الأوروبي لألعاب القوى (الإنجليزية)
- جوش كير على موقع الاتحاد البريطاني لألعاب القوى (الإنجليزية)
- جوش كير على موقع ThePowerOf10.info (الإنجليزية)
- جوش كير على موقع TFRRS.org (الإنجليزية)
- جوش كير على موقع TFRRS.org (الإنجليزية)
- جوش كير على موقع اللجنة الأولمبية الدولية (الإنجليزية)
- جوش كير على موقع أوليمبيديا (الإنجليزية)
- جوش كير على موقع اللجنة الأولمبية البريطانية (الإنجليزية)